# Осово (Косьцерський повіт)
Осово (пол. Osowo) — село в Польщі, у гміні Карсін Косьцерського повіту Поморського воєводства.
Населення — 612 осіб (2011).
У 1975-1998 роках село належало до Гданського воєводства.

## Демографія
Демографічна структура станом на 31 березня 2011 року:
|          | Загалом | Допрацездатний вік | Працездатний вік | Постпрацездатний вік |
| -------- | ------- | ------------------ | ---------------- | -------------------- |
| Чоловіки | 320     | 75                 | 219              | 26                   |
| Жінки    | 292     | 70                 | 168              | 54                   |
| Разом    | 612     | 145                | 387              | 80                   |